# Sagliano Micca
Sagliano Micca (Sajan in piemontese) è un comune italiano di 1 551 abitanti della provincia di Biella in Piemonte.

## Geografia fisica
Il territorio comunale di Sagliano è disposto ai due lati del torrente Cervo, sulle rive del quale si tocca la minima quota altimetrica (poco meno di 530 m s.l.m. presso il confine con Andorno e Miagliano). In destra idrografica il comune comprende le pendici occidentali del costolone che divide la valle Cervo dalla conca di Oropa, pendii sui quali sorgono le frazioni di Oneglie, Code Inferiore e Code Superiore. In sinistra idrografica del Cervo nei pressi del fondovalle si trova Passobreve e più a monte, non lontano dallo spartiacque con la val Strona, la frazione Falletti. Questa zona del territorio comunale culmina con il Monticchio (1697 m s.l.m.), affacciato sulla Valsessera. Sagliano possiede anche un'isola amministrativa montana nell'alta valle Cervo che culmina con il Monte Cresto (2548 m) e nella quale sono situati il Lago della Vecchia e l'omonimo rifugio.
- Classificazione sismica: zona 4 (sismicità molto bassa)[5].

## Origini del nome
Stando agli studi di Dante Olivieri il nome del paese deriverebbe dal nome proprio latino Sallius. Nel 1864 al nome Sagliano venne aggiunto Micca in onore di Pietro Micca.

## Storia

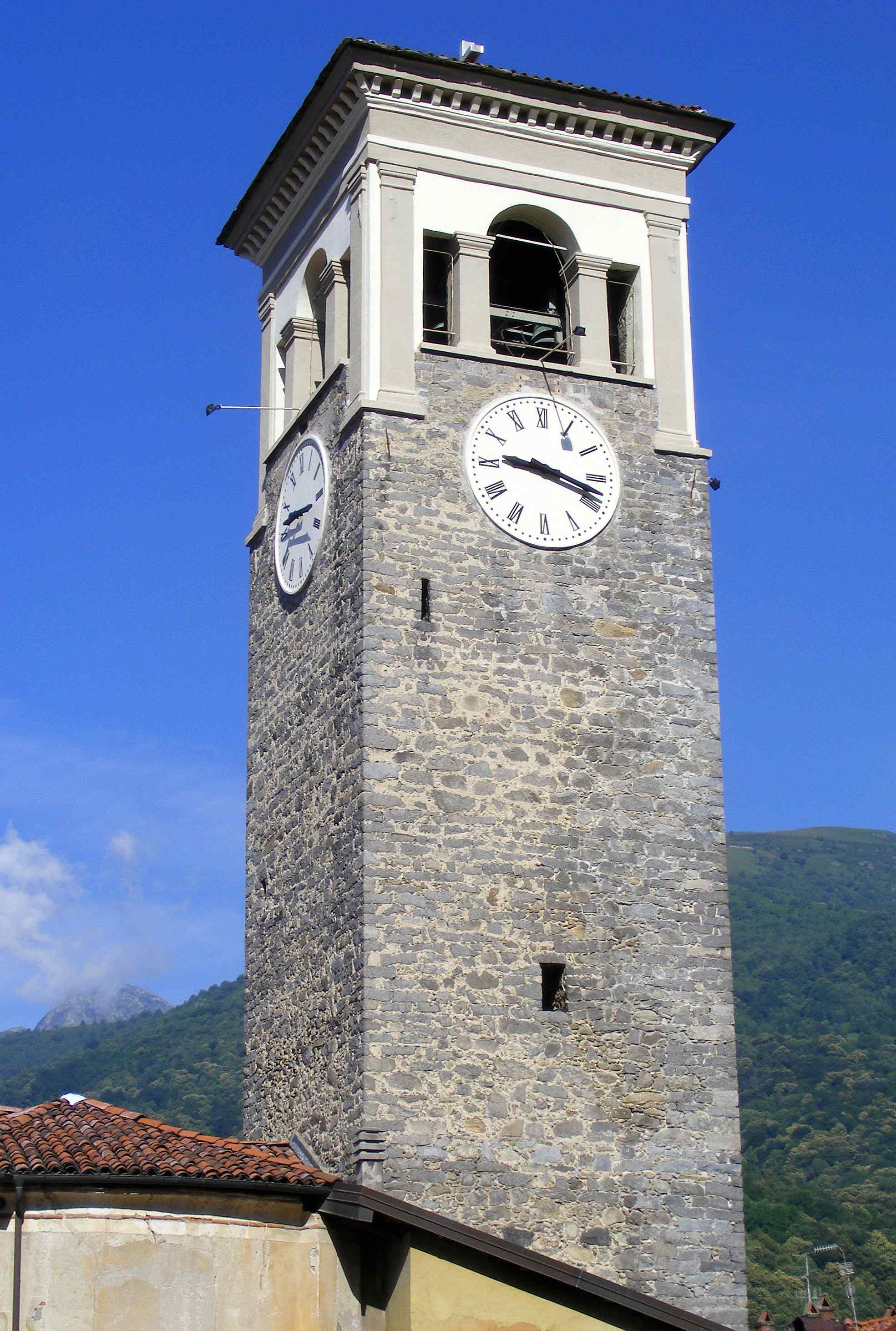
La torre campanaria

Il territorio di Sagliano fu abitato fin dall'antichità, come prova il ritrovamento nei pressi del paese di un'urna contenente monete bronzee dell'età imperiale. Nel medioevo la zona era parte del marchesato di Andorno e Sagliano non ottenne la propria autonomia comunale che nel 1699. Nel 1722 Vittorio Amedeo II separò Sagliano dal feudo di Andorno affidandone la signoria al conte vercellese Benedetto Agostino Cusani.
Paese natale di Pietro Micca, di cui porta ora il nome, Sagliano fu a lungo residenza di Antonio Maria Bonetta, organaro itinerante originario di Gozzano (Novara, dove nacque intorno al 1660), attivo in Piemonte negli anni a cavallo fra il XVII e il XVIII secolo.
Nel 1929 il paese, assieme ai comuni di Tavigliano, Miagliano e San Giuseppe di Casto, venne inglobato nel comune di Andorno dal regio decreto numero 609 del 28 marzo 1929. Il nuovo comune di Andorno mutò invece la propria denominazione da Andorno Cacciorna ad Andorno Micca. Con la fine del periodo fascista Sagliano riottenne la propria autonomia.

### Simboli
Stemma concesso con decreto del Presidente del Consiglio dei ministri del 22 aprile 1968 e trascritto nel Registro Araldico Centrale dello Stato l'11 giugno dello stesso anno.
(D.P.C.M. 22.04.1968)

## Monumenti e luoghi d'interesse

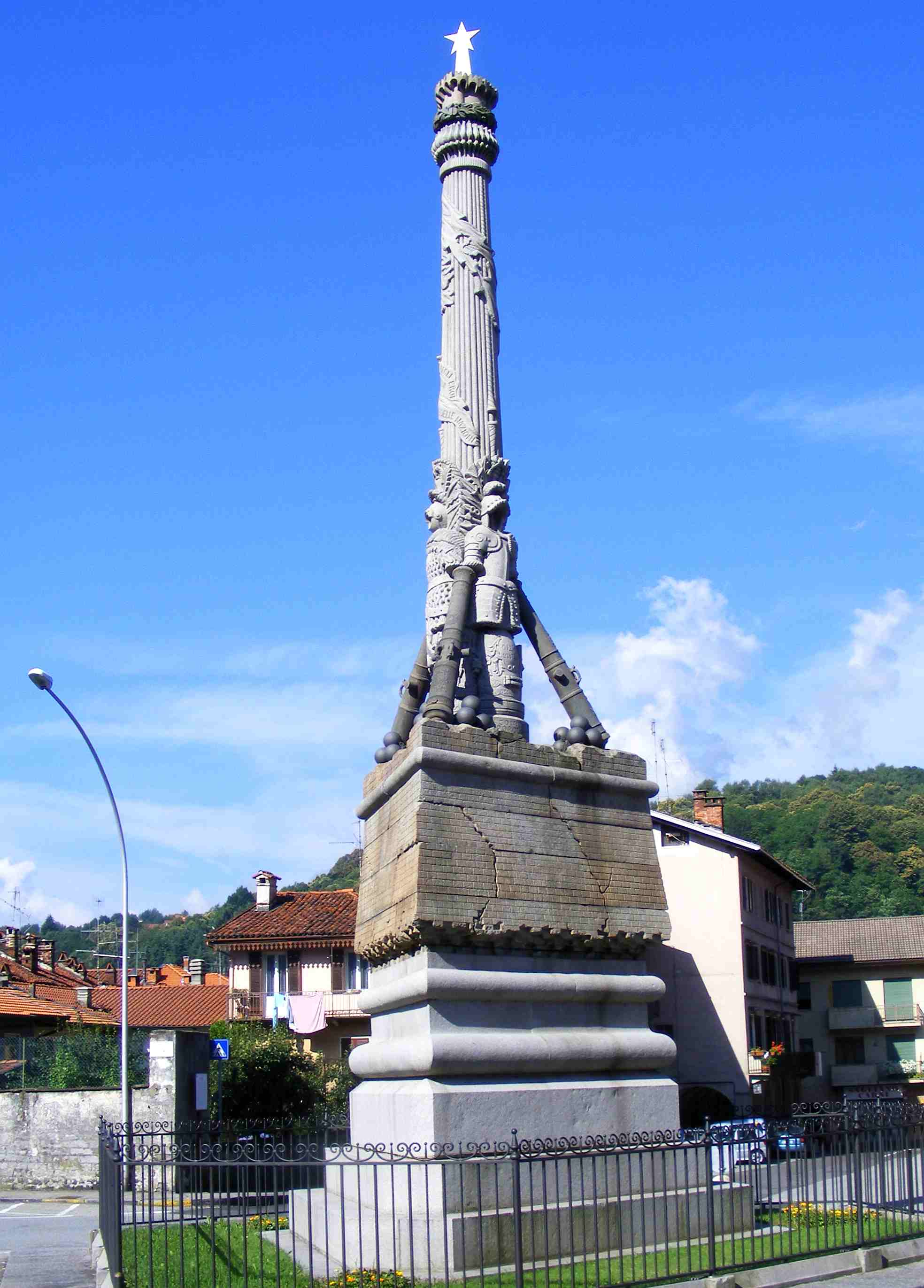
Il monumento a Pietro Micca

### Architetture religiose
- Parrocchiale dei Santi Giacomo e Stefano, edificata nei primi anni del XVII secolo.
- Chiesa dei Santi Fabiano e Sebastiano, del XVI secolo ma rimaneggiata nel Seicento.
- Chiesetta della Trinità, a pianta ottagonale, edificata nella seconda metà del XVIII secolo sui resti di un antico capitello votivo del XIV secolo. All'interno sono conservati pregevoli affreschi del XV-XVI secolo.

### Architetture civili
- Monumento a Pietro Micca, di Giuseppe Maffei di Graglia, la sua costruzione fu finanziata dal senatore Federico Rosazza.
- Antico ponte sul Cervo della Trinità, con un'attigua chiesetta affrescata.
- Casa natale di Pietro Micca: si tratta di una modesta abitazione della quale è stato mantenuto l'arredamento originale; oltre a numerose lapidi che ricordano i visitatori più illustri conserva, nel libro firme, gli autografi di personaggi storici quali Giuseppe Garibaldi e Vittorio Emanuele II di Savoia.[10]

### Aree naturali
- Lago della Vecchia
- Monte Cresto

## Società

### Evoluzione demografica
Abitanti censiti

### Etnie e minoranze straniere
Al 31 dicembre 2010 gli stranieri residenti a Sagliano erano 131. Le nazionalità più numerose erano:
- Marocco: 73
- Romania: 34
- Germania: 1 (da 2016)

## Cultura
In ricordo di Umberto Grosso-Nicolin (Sagliano, 23-10-1917 — Cuneo, 18-12-1991), la figlia Maurizia ha donato al Comune di Sagliano Micca nell'autunno 2010 alcuni cimeli, documenti e medaglie ricollegabili alla figura di Pietro Micca, tramandati dal trisnonno materno Giovanni Cerati. Arrivato a Sagliano, da San Secondo di Parma, durante i moti risorgimentali del 1848 vi sposò il 30 marzo 1848 l'ostetrica del paese, Catterina Ramasco Vittor, giovane vedova dell'ultimo discendente indiretto della famiglia Micca, Giovanni Antonio, deceduto settantaseienne il 18 aprile 1834. Caterina morì il 10 gennaio 1851 nominando erede universale il marito cui lasciò anche la casa natale di Pietro Micca. Giovanni Cerati si risposò e il 28 settembre 1869 vendette la casa di Pietro Micca per £ 1.600, con rogito del notaio Giacomo Golzio, perché retrocessa al Comune o allo Stato, contro rimborso della stessa somma, fosse conservata nello stato attuale di allora e vi fosse apposta una lapide a ricordare che vi era nato Pietro Micca, il che avvenne il 30 aprile 1878. Gli interessanti documenti e cimeli oggetto della donazione sono stati esposti in un locale della Casa delle Associazioni in Piazza Micca, ex scuola elementare, ristrutturata nel 2010 dopo un quinquennale lavoro. Vuole essere, insieme ad altri oggetti, forniti dall'amministrazione saglianese un omaggio all'eroe, che contribuì alla salvezza di Torino dall'assedio francese del 1706: un "piccolo" Museo di Pietro Micca nel suo paese natale.

## Economia

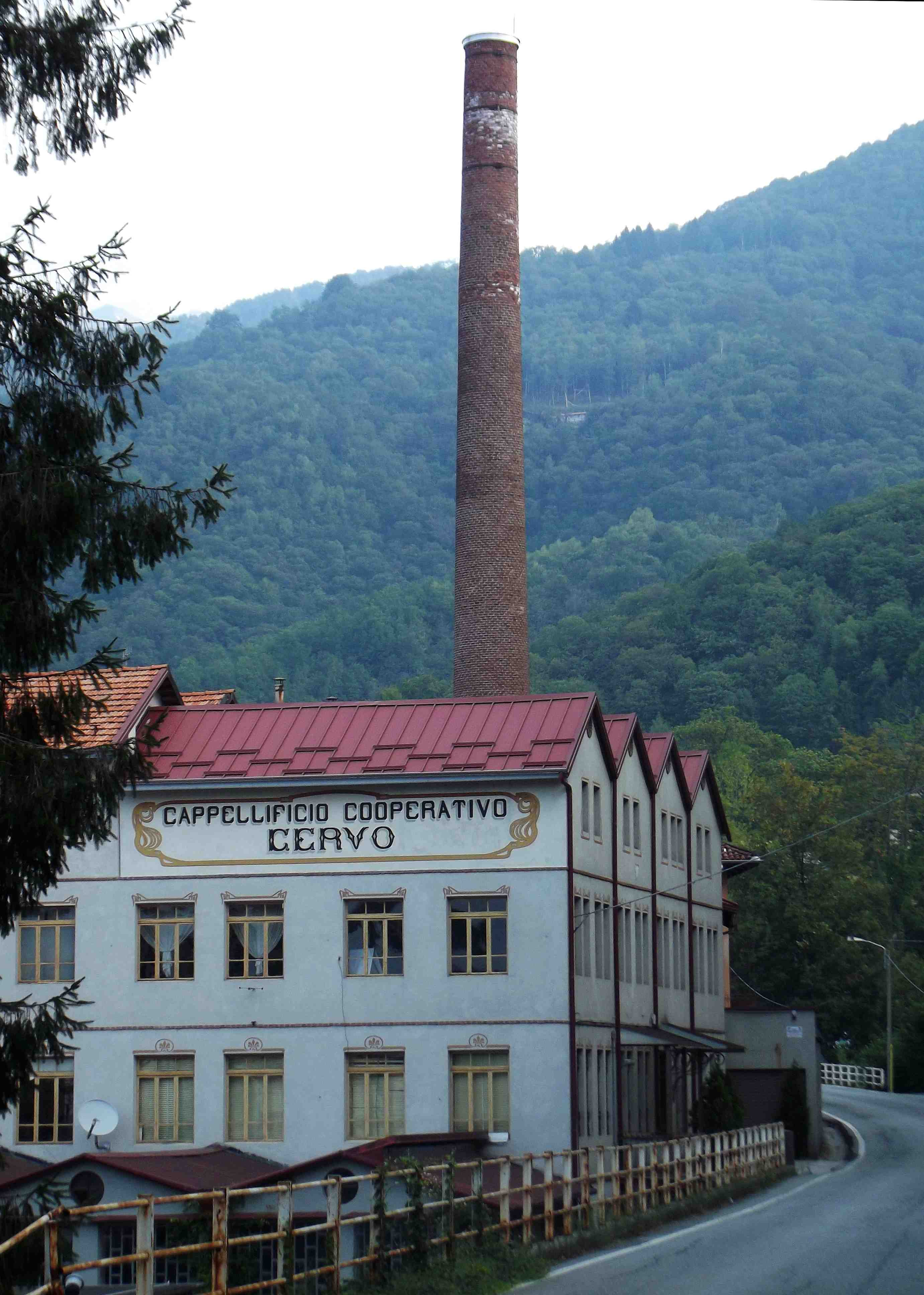
Cappellificio Cervo

Molto conosciuto è il cappellificio fondato nel 1897 in forma di cooperativa e ora azienda affermata del settore che esporta i suoi prodotti in tutto il mondo; raggruppa sotto le insegne del "Cappellificio Cervo" i marchi "Bantam" e "Barbisio".

## Infrastrutture e trasporti
Fra il 1891 e il 1958 a Sagliano Micca era attiva una stazione della ferrovia Biella-Balma, raccordata con il locale cotonificio Barbisio.

## Amministrazione

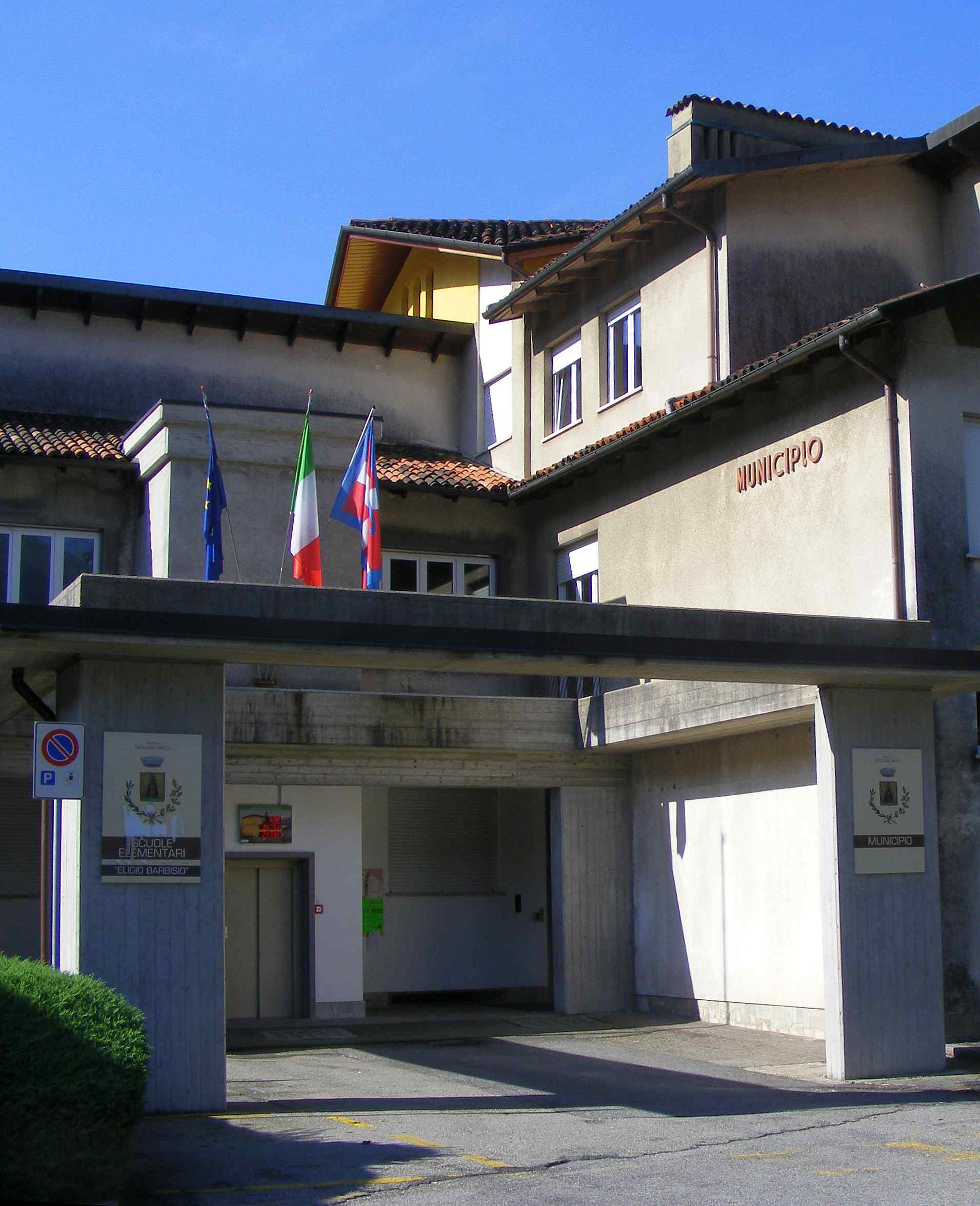
Il municipio

| Periodo | Periodo   | Primo cittadino       | Partito                    | Carica  | Note       |
| ------- | --------- | --------------------- | -------------------------- | ------- | ---------- |
| 2004    | 2009      | Mauro Ferraro Fornera | lista civica               | Sindaco |            |
| 2009    | 2014      | Mauro Ferraro Fornera | lista civica Vivi Sagliano | Sindaco | II mandato |
| 2014    | 2019      | Patrick Forgnone      | lista civica Vivi Sagliano | Sindaco |            |
| 2019    | in carica | Andrea Antoniotti     | lista civica Vivi Sagliano | Sindaco |            |

### Gemellaggi
- Minervino Murge, dal 2009

### Altre informazioni amministrative
Sagliano fece parte a cominciare dal 1973 della Comunità montana Bassa Valle Cervo. Tale comunità montana fu in seguito accorpata dalla Regione Piemonte con la Comunità montana Alta Valle Cervo, andando a formare la Comunità Montana Valle Cervo, che ha sede a Andorno.